# 오가타 다케토라

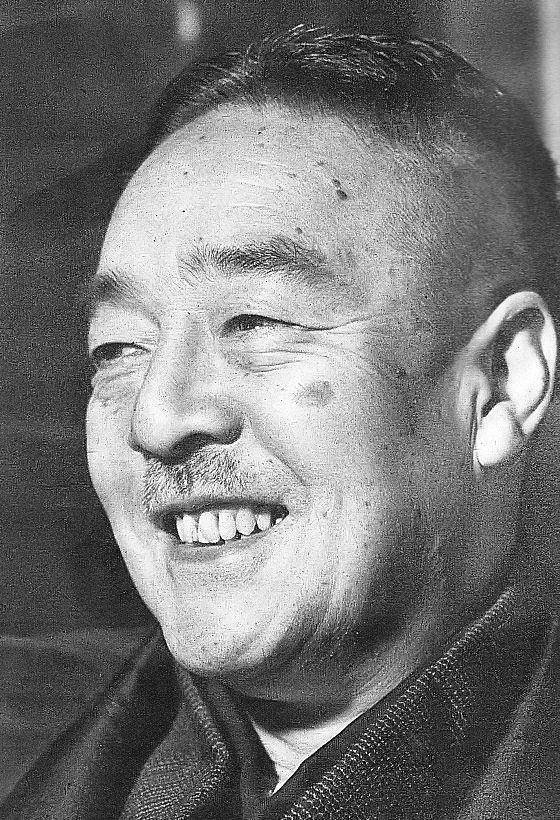
오가타 다케토라

오가타 다케토라(일본어: 緒方 竹虎, 1888년 1월 30일 ~ 1956년 1월 28일)는 일본의 언론인이자 정치인이다. 자유당 총재, 국무대신, 내각정보국 총재, 내각관방방관, 부총리 등을 역임하였으며, 정삼위 훈일등 욱일대수장(正三位勲一等旭日大綬章) 을 받은 바 있다. 아들 오가타 시주로(緒方四十郎)는 일본 은행 이사를 지냈다.

## 생애

### 어린 시절
오가타는 1888년 야마가타현에서 태어나, 9살 때 아버지를 따라 후쿠오카현으로 이사하였다. 아버지는 후쿠오카현 서기관을 지낸 뒤, 후쿠오카 농공 은행장(福岡農工銀行長)으로 일하였다.
그의 성인 오가타(緒方)는 다케토라의 조부가 오사카에서 에도 후기 난학 기숙사를 연 오가타 고안에게 입문하여 숙의 책임자(塾長) 가 되고, 의형제를 맹세하여 그 성이 주어졌던 것에서 시작한다.
후쿠오카현립 사범 부속 초등학교를 졸업한 후, 슈유칸 중학교(修猷館中学校) 에 들어갔고, 이곳에서 후에 일본의 히틀러라고 불리는 나카노 세이고를 만났다. 슈우칸 중학교를 졸업한 후에는 도쿄 고등 상업 학교 (지금의 히토쓰바시 대학) 에 들어갔으나, 전공부를 폐지한다는 문부성령(文部省令)에 반대해 학생 총퇴학 결의를 한 사건의 선도자 가운데 하나로 책임을 지고 퇴학되었고, 나카노 세이고의 권유로 와세다 대학 전문부에 전학하여, 겐요샤를 주도하는 도야마 미쓰루에게 사사받았다.

### 아사히 신문사
오가타는 1911년, 와세다 대학 전문부를 졸업한 후, 또 다시 나카노의 권유로 오사카 아사히 신문사에 입사해 도쿄에서 일하게 되었다. 아사히 신문사에서 출세의 가도를 달려, 도쿄 아사히 신문사 정치 부장· 편집국장·주필을 거쳐 1936년, 아사히 신문사 주필이 되었다. 학생 시절 도야마 미쓰루에게 배운 그는, 미우라 고로, 이누카이 쓰요시, 고지마 가즈오 등과도 알고 지냈다.
1936년 2·26 사건 당시, 도쿄 유라쿠초에 있던 도쿄 아사히 신문사는 나카하시 모토아키(中橋基明) 중위가 인솔하는 반란군에 습격을 당했으나, 주필인 그는 이에 유유히 대응해 피해를 입지 않았다. 태평양 전쟁 중에는 학창 시절부터 친구였던 나카노 세이고가 도조 내각의 압력으로 자살하였다. 1943년 사장과의 대립으로 주필에서 해임되어 부사장이 되었고, 1944년 퇴직하였다.

### 정계 진출
아사히 신문사에서 나온 후, 고이소 내각에 국무대신 및 정보국 총재로 들어갔고, 그 후 종전을 사이에 두고 스즈키 간타로 내각의 고문과 히가시쿠니노미야 내각의 국무대신 및 내각서기관장으로 일하였다. 1945년 A급 전범 용의자로 지정되었고, 1946년 공직에서 추방되었다.
1951년 추방이 해제되었으며, 추방 해제 다음 해인 1952년 중의원 의원 총 선거에서 구(舊) 후쿠오카 1구에서 출마해 당선되었다. 제4차 요시다 내각에서 국무대신 및 내각관방장관에 임명되었고, 1953년에는 제5차 요시다 내각에서 부총리를 지냈다.

### 요시다 내각 붕괴와 오가타 총재 선출
오가타는 요시다 내각 말기에 요시다 시게루에게 자유당 총재직을 넘겨받았고, 요시다 내각이 해산된 후에 정식으로 후임 자유당 총재가 되었다. 1955년, 자유당과 일본 민주당에 의한 보수합동론이 기운이 고조되는 가운데, 오가타는 이를 적극 추진하였다. 1955년 자유민주당이 결성되었을 때, 하토야마 이치로, 미키 부키치, 오노 반보쿠와 함께 총재 대행 위원이 되었다. 1956년 총재 공선을 위한 전국 유세 중에 감기에 걸려, 며칠 후에 급사하였다.

## 같이 보기
- 가자미 아키라
- 이다텐~도쿄 올림픽 이야기~